# Yancheng
Yancheng (cinese: 盐城; pinyin: Yánchéng) è una città-prefettura della Cina nella provincia dello Jiangsu.